# サクラシメジ
サクラシメジ (桜占地・桜湿地、学名: Hygrophorus russula) は、ヌメリガサ科ヌメリガサ属の中型から大型になる食用キノコの一種。別名や地方名が多く、ピンクシメジ、アカモタシ、アカキノコ、アカンボウ、タニワタリ、アカナバ、ドヒョウモタセ、ヘイタイキノコ、ヌノベ、ミネゴシなどの俗称で呼ばれる場合もある。秋の雑木林の地上に発生する。

## 分布・生態
日本各地、ヨーロッパなど北半球の温帯域に分布する。
外生菌根菌。子実体は、初秋から中秋ごろにクヌギ、コナラ、ブナなどブナ科の広葉樹林の地上に発生し、しばしば列をなしたり、輪をつくる菌輪を形成する。ときに尾根をまたぐほどの巨大な菌輪を作り、俗に「峰越」などともよばれる。シイ・カシ林にも発生する。日本では関西では少なく、関東以北ではコナラやミズナラの混じった雑木林にたくさん発生する。生育環境は、厚く落葉が堆積した場所を好む。

## 形態
子実体は傘と柄からなり、傘は径5 - 12センチメートル (cm) 程度で、始めのうちはまんじゅう形で、生長すると開いて傘の中央が中高の扁平になる。その表面は湿っているときに粘りを生じる。傘色は白地に中央部が小豆色（薄い赤ワイン色）を帯び、周辺部は淡色である。老成すると暗赤紫色のしみを生じる。傘表面は湿っているときに少し粘性がある。縁は幼時内側に巻く。傘裏のヒダは若いうちは白色だが、傷ついたり次第に古くなると深紅色の染みや斑点が生じる。ヒダは柄に直生から垂生、または湾性し、初めは白色であるが、のちに深紅色のシミが出て、やや密で厚みがある。
柄は長さ3 - 15 cmになり、中実でかたく、はじめのうちは白いが、次第に傘と同じ深紅色を帯びる。ヒダと共に老成すると傘上面と同様なしみを生じる。柄にはツバがない。担子胞子は6 - 9 × 3.5 - 5.5マイクロメートル (μm) の楕円形。胞子紋は白色。
- 傘
- ひだと柄

## 食用
食用菌で、キノコ狩りなどでは多量の収穫が出来ることがあるため、日本では全国的に人気のあるキノコである。多少の苦味があるが、うまみが強くて歯切れがよく、多少ぱさつくところはあるものの癖は少ない。苦みを和らげるため軽く湯がいてから調理し、すき焼き、天ぷら、フライ、バター炒め、おろし和え、炊き込みご飯、ホイル焼きなどに使えるが、特に油を使った炒め料理、煮込み料理にあう。サクラ色の傘や白色の肉は、煮るなど熱を加えると黄色く変色する。歯ごたえがあるので、油を使った料理との相性が良いといわれる。

## 採取
林床に群生しているので、見つけると大量に収穫に出来ることがある。湿っていると粘性があるため、雨上がりの後は汚れがつかないように丁寧な採取をするとよい。傷つけたり時間がたつと傷みやすく、赤褐色に変色するので注意が必要である。収穫量が多いときは、手早く料理するか保存しなければならない。

### 放射性物質
福島第一原子力発電所以後の放射性物質検査で、青森県、岩手県、宮城県、福島県、栃木県、群馬県、埼玉県で採取されたサクラシメジから規制値の100 Bq/kgに近い放射性セシウムが検出されている（2017年現在）。厚生労働省や県は該当地域での採取・出荷及び摂取の自粛を呼び掛けている。

## 近似種
針葉樹林に生える食用キノコのサクラシメジモドキ（Hygrophorus purpurascens）によく似ている。